# Pritaneo de Olimpia
El Pritaneo de Olimpia (en griego antiguo: Πρυτανεῖον, en griego: Πρυτανείο Αρχαίας Ολυμπίας) era donde vivían los pritanos: magistrados encargados de la dirección y administración económicas, así como de la programación de los juegos celebrados cuatrianualmente en Olimpia. Los sacerdotes de Zeus vivían en el Teecoleón (Theokoleon). Se encuentra al noroeste del templo de Hera, en la esquina noreste del Altis y al pie del monte Cronio. 

## Historia
Se construyó en la época clásica, en torno al 475 a. C.. Anteriormente, en el emplazamiento habían existido edificios del periodo arcaico, el último de los cuales data del 500 a. C., que probablemente tenían la misma finalidad. El Pritaneo era la segunda sede, junto con Buleuterio, de las autoridades responsables de la organización de los Juegos Olímpicos. Estas autoridades supervisaban, entre otras cosas, la realización de los sacrificios ofrecidos regularmente en el santuario.
Era también el lugar donde se celebraba el sacrificio hecatombe, que formaba parte del programa de los Juegos Olímpicos. El último día de los Juegos se festejaba a los vencedores, probablemente también con un banquete.
Fue sede de una variadas serie de funciones administrativas, públicas, litúrgicas y festivas. Su nombre, se debe a la morada habitual de los pritanos, de ahí el nombre de pritaneo. Además de ser su residencia permanente, tenían lugar sus reuniones deliberativas o ejecutivas.
El aspecto público y festivo del Pritaneo se centraba en ser el local destinado a los grandes banquetes oficiales que la polis anfitriona daba a las personalidades que asistían a Olimpia, así como a los atletas triunfadores en los concursos. Al margen del banquete oficial que tenía lugar en el gran comedor o Hestiatorio, había también otra sala más pequeña para uso diario y que probablemente serviría de comedor habitual de los atletas inscritos para participar en los juegos.
Fue utilizado para fiestas y celebraciones de los ganadores de los juegos. Allí se encontraba el altar de Hestia, donde ardía la antorcha original. Pausanias describe con detalle la importancia que tuvo el altar, entre otras cuestiones.

## Descripción
Estaba situado en la esquina noroeste del témenos o Altis de Olimpia. A lo largo de su historia, el edificio sufrió numerosas modificaciones. En su etapa más grande era rectangular y medía aproximadamente 32,7 x 27,3 metros, Según Durantez, el pritaneo original lo constituía un cuadrado de 32,80 m. El lugar donde estaba el altar de Hestia fue una habitación cuadrada de 6,5 m de lado. La entrada estaba formada por un pórtico de cuatro postes y un vestíbulo en el lado sur. Detrás había una sala central cuadrada de unos 6,8 metros de lado. La sala contenía un altar de Hestia y un fuego eterno. Según Pausanias, las cenizas del altar se trasladaban periódicamente al Altar de Zeus. A la derecha de la entrada se encontraba el altar de Pan. En los lados este y oeste de la sala central había habitaciones y espacios separados, y en su lado norte había un espacio rectangular más grande rodeado de columnas, con más habitaciones en el extremo oeste.
En la fachada norte había una columnata, espacio para la celebración de los grandes banquetes oficiales. Las dependencias anexas de cocinas y fregaderos ocuparían con toda probabilidad las habitaciones ubicadas en las construcciones del oeste y el comedor de uso diario, se encontraría en la zona sur del área de las cocinas. Esta supuesta distribución lo corrobora los descubrimientos arqueológicos obtenidos durante la exhumación de la instalación, al hallarse cantidad variada de jarras, cuencos y diversos objetos domésticos en el ángulo oeste.
Al sur de Pritaneo se encontraba el Filipeo y al sureste el  Templo de Hera.